# Librado Rivera
Librado Rivera (Aguacatillos, Rayón, San Luis Potosí; 17 de agosto de 1864 - Ciudad de México; 1 de marzo de 1932) fue un político, periodista y profesor egresado de la Escuela Normal para Profesores de San Luis Potosí (Hoy Benemérita y Centenaria Escuela Normal del Estado de San Luis Potosí). Colaboró en los periódicos El hijo del Ahuizote, El Demófilo y Regeneración, opositores a la dictadura de Porfirio Díaz. Fue partidario de las ideas anarquistas de Piotr Kropotkin, Errico Malatesta y Juan Grave, entre otros.

## Biografía
Fue miembro del Club Liberal "Benito Juárez" en 1900, participó como delegado en el Congreso Liberal de 1901 en San Luis Potosí organizado por el Club Liberal "Ponciano Arriaga", ahí conoció a Ricardo Flores Magón y en 1902 fue arrestado por primera vez, al ser liberado se traslada a la Ciudad de México donde forma parte de la protesta en la oficina de El hijo del Ahuizote el 5 de febrero de 1903, la leyenda "La Constitución ha muerto..." pudo haber sido ideada por Rivera.
Junto con los hermanos Ricardo y Enrique Flores Magón tuvo una participación fundamental en la orientación anarquista de la Junta Organizadora que en 1905, desde el exilio en San Luis (Misuri), se encargaría de los preparativos que permitieron fundar el Partido Liberal Mexicano  en 1 de julio de 1906.
En 1907, después de las huelgas de Cananea y Río Blanco, en las que los obreros fueron influidos y asesorados por integrantes del Partido Liberal, Porfirio Díaz ordenó arrestar a los hermanos Flores Magón, Antonio I. Villarreal y a Librado Rivera.  
Cuando Villarreal y Juan Sarabia se separan de la Junta Organizadora en 1911, Rivera permanece en el grupo junto con Ricardo y Enrique Flores Magón, quienes para marcar las diferencias entre ambos grupos de liberales publican un manifiesto el 23 de septiembre de 1911 en el cual hacen un llamado a los mexicanos para luchar contra el Estado, el Capital y el Clero identificando a éstos como los poderes que oprimen a la población.
El 16 de marzo de 1918, junto con Ricardo Flores Magón, publicó en Regeneración (que entonces se editaba en Los Ángeles, California) un manifiesto dirigido a los anarquistas del mundo, la circulación del manifiesto motivó  al gobierno estadounidense a encarcelarlos en la prisión de Leavenworth, Kansas, acusados de sabotear el esfuerzo bélico de Estados Unidos, que en ese entonces participaba en la Primera Guerra Mundial.
En 1923 fue puesto libertad y enseguida fue deportado a México. Le fue ofrecida una curul de diputado y otra de senador en San Luis Potosí, incluso una cátedra, mismas que rechazó.
Rivera continuó su labor periodística y de crítica al gobierno posrevolucionario de  Plutarco Elías Calles con publicaciones como Sagitario, editado por el grupo anarquista Los Hermanos Rojos, y Avante. En sus artículos periodísticos y en el libro Los Mártires de Texas, Rivera aboga por la libertad de los magonistas aún presos en los Estados Unidos, lucha por evitar la ejecución de Sacco y Vanzetti. También difunde el pensamiento de Flores Magón y Práxedis G. Guerrero.  En abril de 1927 fue arrestado en Tampico, Tamaulipas acusado de ¡Insultar al presidente!, hacer la apología pública del anarquismo y de incitar al pueblo hacia la anarquía.
Librado Rivera murió en la Ciudad de México el 1 de marzo de 1932 al contraer tétanos después de un accidente automovilístico.